# Olga Malinkiewicz
Olga Malinkiewicz (née le 26 novembre 1982) est une physicienne polonaise, ayant inventé une méthode de production de cellules solaires à base de pérovskites utilisant l'impression à jet d'encre. Elle est cofondatrice de Saule Technologies et y occupe le poste de directrice technique.

## Biographie
Elle étudie à la Faculté de physique de l'université de Varsovie, où elle obtient une licence en 2005. Elle obtient un master à l'Université polytechnique de Catalogne à Barcelone en 2010. Elle est chercheuse à l’ICFO entre 2009 et 2011. De 2011 à 2014, elle effectue un doctorat à l'ICMol (Institut des sciences moléculaires de l'université de Valence), dans le groupe du Dr Henk Bolink. Sa thèse porte sur les cellules solaires hybrides efficaces et à faible coût. Elle publie sur ces sujets un article dans la revue scientifique 'Scientific Reports' de la société d'édition Nature,.
En 2014, elle fonde Saule Technologies, société financée par des fonds privés. Elle rejette alors une offre d'achat de 10% des parts de la jeune pousse pour un million d'euros (1,3 million de dollars américains).

## Prix
Au cours de ses études, Olga met au point une nouvelle architecture de cellules solaires en pérovskite à haut rendement permettant leur fabrication à basse température par impression à jet d'encre. Elle reçoit pour cela le prix Photonics21 Student Innovation lors d'un concours organisé par la Commission européenne en 2014,,.

## Vie professionnelle
En 2015, elle cofonde Saule Technologies, du nom de la déesse balte du soleil, avec deux hommes d'affaires polonais. Elle reçoit le soutien du multimillionnaire japonais Hideo Sawada. En janvier 2018, un partenariat exclusif avec l'entreprise de construction suédoise Skanska dans les pays où elle opère est signé. Saule Technologies recherche également d’autres partenariats avec des sociétés opérant au Moyen-Orient. La société collabore avec Ergis Group, un producteur de films plastiques rigides, sur l’encapsulation des cellules. Après une période de recherche et développement, la société entre dans une phase de production en volume avec une usine en construction à Wrocław[réf. souhaitée].